# Fronteras de Irán
Irán tiene fronteras internacionales con 13 países soberanos, tanto por tierra como por mar. Tiene un total de 5894 km de fronteras terrestres con Irak, Turquía, Azerbaiyán, Armenia, Turkmenistán, Afganistán y Pakistán. Con un total de 2440 km de costa, tiene fronteras marítimas con otros 6 países: Kuwait, Arabia Saudita, Baréin, Catar, Emiratos Árabes Unidos y Omán.

## Fronteras terrestres
- Frontera Irán-Afganistán (921 km)[1]
- Frontera Irán-Armenia (44 km)[1]
- Frontera Irán-Azerbaiyán (689 km)[1]
- Frontera Irán-Irak (1599 km)[1]
- Frontera Irán-Pakistán (909 km)[1]
- Frontera Irán-Turquía (534 km)[1]
- Frontera Irán-Turkmenistán (1148 km)[1]